# Хірапанарі
Острів Хірапана́рі (яп. 平離島, ひらばなりじま, Хірапанарі-Дзіма, Хірабанаре) — невеликий острів в острівній групі Яеяма островів Сакісіма архіпелагу Рюкю. Адміністративно відноситься до округу Ісіґакі повіту Яеяма префектури Окінава, Японія.
Незаселений стрів розташований біля західного узбережжя острова Ісіґакі навпроти мису Ісідзакі.
Площа становить 0,02 км².